# Guettarda baracoensis
Guettarda baracoensis là một loài thực vật có hoa trong họ Thiến thảo. Loài này được Bisse mô tả khoa học đầu tiên năm 1975.